# 西川町立西川中学校
西川町立西川中学校（にしかわちょうりつ にしかわちゅうがっこう）は、山形県西村山郡西川町にある公立中学校である。

## 概要
- 町内にあった3中学校が町内の過疎化に伴い、生徒数が減少にともない西川町内に中学校を一つに集約して吉川地区に誕生したのが西川中学校である。

## 沿革
- 2002年（平成14年）
  - 4月1日 東部・西部・大井沢の3中学校が統合し、開校。
  - 4月8日 - 開校式と第1回入学式挙行。
  - 6月24日 - 校歌披露式挙行。
- 2011年（平成23年）10月30日 - 創立10周年記念式典挙行し、祝賀会開催。

## 学区
- 西川町全域

## 生徒数
| 年度 | 男子 | 女子 | 計  |
| ---- | ---- | ---- | --- |
| 2011 | 86   | 71   | 157 |
| 2010 | 86   | 75   | 161 |
| 2009 | 87   | 82   | 169 |
| 2008 | 85   | 97   | 182 |
| 2007 | 86   | 102  | 188 |
| 2006 | 86   | 118  | 204 |
| 2005 | 94   | 111  | 205 |
| 2004 | 101  | 102  | 203 |
| 2003 | 119  | 92   | 211 |
| 2002 | 119  | 101  | 220 |

## 部活動
- 野球部
- ソフトボール部
- バレーボール部（男・女）
- 卓球部（男・女）
- 剣道部（男・女）
- カヌー部
- 吹奏楽部

## 所在地
- 山形県西村山郡西川町大字吉川227-28

## アクセス
- 西川町コミュニティバス「月山志津温泉線」・「岩根沢線」・「入間線」で、「西川中学校」停留所下車。